# Peada de Mercia
Peada de Mercia (¿? - 656) hijo de Penda, fue brevemente rey del sur de Mercia desde la muerte de su padre en noviembre de 655, hasta su propia muerte en la primavera del año siguiente. 
Alrededor del año 653, Peada fue nombrado rey de los anglos medios por su padre. Beda, describió a Peada como «un joven excelente y el más digno del título y la persona de un rey», escribió que trató de casarse con Alchflaed, hija de Oswiu de Northumbria. Sin embargo, Oswiu condicionó la boda al bautismo y conversión al cristianismo de Peada, junto con los anglos medios (Peada era todavía pagano en ese momento, como su padre). Beda dice que Peada aceptó con entusiasmo la conversión:

Cuando escuchó la predicación de la verdad, la promesa del reino celestial, la esperanza de la resurrección y de la inmortalidad futura, declaró que estaba dispuesto a convertirse en cristiano, aun cuando rechazaba a la virgen, prevaleció principalmente en recibir la fe de Aifrid, el hijo del rey Oswy, que era su familiar y amigo, y que se había casado con su hermana Cyneburga, hija del rey Penda.

Peada fue bautizado posteriormente por Finan de Lindisfarne, y después se comenzó una campaña para convertir a su pueblo:

Por consiguiente fue bautizado por el obispo Finan, con todos sus caballeros y soldados, y sus sirvientes, que llegaron junto con él, un pueblo notable que pertenece al rey, [...]. Y habiendo recibido cuatro sacerdotes, que por su erudición y buena vida se consideraban adecuados para instruir y bautizar a su país, regresó a casa con mucha alegría. Estos sacerdotes fueron Cedd y Adda, y Betti y Diuma, el último de los cuales era Scoti de nación, los otros ingleses. Adda era hermano de Utta, ... un renombrado sacerdote y abad del monasterio de Gateshead. Los sacerdotes se ha dicho, al llegar a la provincia con el príncipe, predicaon la palabra y fueron escuchados de buena gana, y muchos, tanto de la nobleza como de la clase común, renunciaban a las abominaciones de la idolatría y eran bautizados cada día.

El 15 de noviembre de 655, Oswiu derrotó y mató a Penda en la Batalla de Winwaed, y por lo tanto llegó a ejercer el poder en Mercia. Según Beda, Oswiu permitió a Peada gobernar la parte sur de Mercia, que consistía en 5000 familias, según los reportes de Beda, mientras que el norte de Mercia estaba poblado por 7000 familias, y estaban divididos por el río Trent.
De acuerdo con la Crónica anglosajona, Peada ayudó a fundar el monasterio de Peterborough:

En su tiempo, vinieron juntos [Peada] y Oswy, hermano del rey Oswaldo, declararon su deseo de establecer una catedral en alabanza a Cristo y en honor de san Pedro. Y así lo hicieron, y le dieron el nombre de Medeshamstede, porque había una fuente llamada Medeswael. Y entonces comenzaron los cimientos y construyeron sobre ellos, y se lo confiaron a un monje llamado Seaxwulf. Este era un gran amigo de Dios y todo el pueblo lo amaba, era muy bien nacido en el mundo y poderoso. Ahora es mucho más potente con Cristo.

Sin embargo, la crónica continúa: «El reinado de Peada no duró mucho tiempo, porque fue traicionado por su propia reina en la Pascua», Beda también informa que Peada fue «muy inicuamente asesinado» a través de la traición de su esposa «durante el tiempo mismo de la celebración de la Pascua en 656».